# Phil Seamen
Philip William Seamen (28 de agosto de 1926 – 13 de octubre de 1972) fue un influyente baterista británico de jazz.

## Carrera
Con un trasfondo musical de big band, Seamen tocó y grabó en una amplia gama de contextos musicales con prácticamente todas las figuras clave de los años 1950 y 1960 del jazz británico. Ejemplos notables incluyen a Joe Harriott, Tubby Hayes, Stan Tracey, Ronnie Scott, Dick Morrissey, Harold McNair, Don Rendell, Victor Feldman, Dizzy Reece, Tony Coe, Tony Lee y George Chisholm, entre otros. Al final de su carrera trabajó con Alexis Korner, Georgie Fame y Ginger Baker's Air Force. Su fuerte adicción al alcohol y a las drogas pusieron fin a su carrera musical. El 13 de octubre de 1972 el músico falleció mientras dormía en su apartamento de Old Paradise Street en Lambeth, al sur de Londres. Tenía 46 años.

## Discografía

### Como líder
- Now! ... Live! (Verve, 1968)
- Phil Seamen meets Eddie Gomez (Saga, 1968)
- Phil on Drums (Decibel, 1971)
- The Phil Seamen Story (Decibel, 1972)

### Como acompañante
Con Georgie Fame
- Sound Venture (1966)

Con Victor Feldman
- Suite Sixteen (Contemporary, 1955)

Con Joe Harriott
- Free Form (Jazzland, 1960)
- Abstract (Capitol, 1962)

Con Dick Morrissey
- Storm Warning! (1965)